# トーケミ
株式会社トーケミ（Tohkemy Corporation）は、大阪府大阪市淀川区に本社を置く、水処理用ろ過材、ケミカルポンプ、水質計測器、撹拌機、高分子溶解装置など水処理機器の総合メーカーである。

## 社是
企業の生命は永遠であり、我々は社会の公器として、強く明るく伸び続けることを誓う。

## 概要
水を活かし、環境を活かし、生命を活かす水処理のトータルコーディネーター。
「美しい水」「清らかな水」「おいしい水」を願い、生活用水から産業用水までのあらゆる水の浄化に取り組んでいる。全国トップクラスのマーケットシェアを誇るろ過材をはじめ、ケミカルポンプ、撹拌機、水質制御システムなど多くの製品を提供している。
水環境保護の一翼を担うことを使命とし、国内だけでなくグローバルな視点で優れた製品を提供し、技術や知恵を役立てることで良質な水つくりに貢献している。

## 沿革
- 1965年8月 - 資本金150万円をもって、東洋ろ材工業株式会社を設立。日下寛治が代表取締役に就任。アンスラサイトの製造開始。
- 1965年12月 - フェロライト、トヨレックスの製造開始。
- 1972年10月 - ケミカルポンプ株式会社に資本参加。
- 1980年2月 - 東洋ろ材工業株式会社とケミカルポンプ株式会社が対等合併し、株式会社トーケミとなる。
- 1985年6月 - 大阪府大阪市淀川区田川北1丁目12番11号に自社ビルを建設。
- 1987年4月 - 資本金9,500万円に増資。
- 1993年5月 - 関連会社 カガライト工業株式会社を設立。
- 1999年1月 - アクティファイバー（繊維ろ過）を発売開始。
- 2001年3月 - サンドリバースシステム（ろ材再生装置）完成。
- 2003年6月 - ISO9001-2000 全社適用取得。
- 2006年6月 - 日下寛治が会長職へ、細谷一彦が代表取締役社長に就任。
- 2007年9月 - ドイツ・プロミネント社と合弁会社を設立し、国内総販売代理店となる。
- 2013年1月 - 太陽光発電事業開始。
- 2016年2月 - 水道用膜モジュール規格を取得。
- 2017年1月 - JICA 日本経済支援プロジェクト ラオスにて水道水供給装置として稼働開始。
- 2017年12月 - 日本で初めて『JWWA A103:2006-2 水道用濾過材』にあるすべてのろ過材（"ろ過砂"、"アンスラサイト"、"マンガン砂"、"ろ過砂利"）の認証工場として認定。
- 2023年2月 - ベトナム現地法人TOHKEMY VIETNAM CO, LTD.がベトナムをはじめ東南アジア方面への新たなマグネットポンプ製造・供給拠点となるベトナム工場(ハノイ市ロンビエン区)を新設。
- 2023年4月 - 細谷一彦が会長職へ、細谷卓也が代表取締役社長に就任。

## 事業内容
- ろ過材の製造販売

　　　アンスラサイト、ろ過砂、除鉄除マンガンろ材、活性炭、イオン交換樹脂、繊維ろ材
- 浄水場、ろ過池ろ層調査、更生工事

　　　ろ過池内のろ層調査、メンテナンス、ろ過砂・砂利の洗浄
- 流体機器の製造販売

　　　ポンプ（薬液定量注入ポンプ・薬液移送マグネットポンプ）、水質コントローラー、センサー、撹拌機、ケミカルタンク）
- 水処理ユニット製品の製造販売

　　　薬注装置、ph中和装置、炭酸ガス中和装置、高分子凝集剤溶解装置、粉体定量供給装置
- ユニット＆プラント事業、ハード設計・製作・設置

　　　除濁用ろ過装置、除鉄・除マンガン装置、軟水装置、膜装置
- 工事、維持管理

　　　設置工事、維持管理（メンテナンス）

## 事業所
本社 - 大阪府大阪市淀川区
支店
- 東部支店 - 東京都台東区
- 西部支店 - 福岡県福岡市博多区

営業所
- 札幌営業所 - 北海道札幌市白石区
- 仙台営業所 - 宮城県仙台市宮城野区
- 北関東営業所 - 群馬県高崎市
- 静岡出張所 - 静岡県静岡市駿河区
- 名古屋営業所 - 愛知県名古屋市昭和区
- 岡山営業所 - 岡山県岡山市
- 広島営業所 - 広島県広島市東区
- 南九州営業所 - 宮崎県宮崎市

出張所
- 金沢出張所 - 石川県金沢市

工場
- 淀川工場 - 大阪府大阪市淀川区
- 鹿島工場 - 茨城県神栖市
- 北港工場 - 大阪府大阪市此花区
- 千葉工場 - 千葉県袖ケ浦市
- 福岡工場 - 福岡県遠賀郡

## 関係企業
- カガライト工業株式会社
- 株式会社トーケミテクノス
- トミエンジ株式会社
- ウォーターテクノス株式会社